# Episodi di Kate e Allie (quinta stagione)
La quinta stagione della serie televisiva Kate e Allie è stata trasmessa in anteprima negli Stati Uniti d'America dalla CBS tra il 14 settembre 1987 e il 23 maggio 1988.
| nº | Titolo originale               | Titolo italiano | Prima TV USA      | Prima TV Italia |
| -- | ------------------------------ | --------------- | ----------------- | --------------- |
| 1  | Fathers and Sons               |                 | 14 settembre 1987 |                 |
| 2  | The Dilemma with Emma          |                 | 21 settembre 1987 |                 |
| 3  | Kate and the Cab Driver        |                 | 28 settembre 1987 |                 |
| 4  | Mother's Day                   |                 | 5 ottobre 1987    |                 |
| 5  | Return of Bob Barsky           |                 | 12 ottobre 1987   |                 |
| 6  | Brother, Can You Spare a Dime? |                 | 19 ottobre 1987   |                 |
| 7  | Ted's Fix-Up                   |                 | 26 ottobre 1987   |                 |
| 8  | Jennie's New Deal              |                 | 9 novembre 1987   |                 |
| 9  | Hired Wife                     |                 | 16 novembre 1987  |                 |
| 10 | The Marriage Counselor         |                 | 23 novembre 1987  |                 |
| 11 | The Triangle Has Four Sides    |                 | 7 dicembre 1987   |                 |
| 12 | The Nightmare Before Christmas |                 | 14 dicembre 1987  |                 |
| 13 | A Catered Affair               |                 | 4 gennaio 1988    |                 |
| 14 | The Band Singer                |                 | 11 gennaio 1988   |                 |
| 15 | Almost Married                 |                 | 18 gennaio 1988   |                 |
| 16 | My Day with Paul Newman        |                 | 1º febbraio 1988  |                 |
| 17 | The Namath of the Game         |                 | 3 febbraio 1988   |                 |
| 18 | The Mouse That Squeaked        |                 | 8 febbraio 1988   |                 |
| 19 | Inside Park Avenue             |                 | 15 febbraio 1988  |                 |
| 20 | Working Women                  |                 | 22 febbraio 1988  |                 |
| 21 | I Don't, I Don't               |                 | 14 marzo 1988     |                 |
| 22 | Bob Smells the Roses           |                 | 21 marzo 1988     |                 |
| 23 | Allie Makes Up Her Mind        |                 | 28 marzo 1988     |                 |
| 24 | The Clip Show                  |                 | 23 maggio 1988    |                 |